# Eastbound & Down
Eastbound & Down è una serie televisiva statunitense, composta da quattro stagioni, andata in onda sul canale via cavo HBO dal 2009 al 2013.
Protagonista della serie è Danny McBride che interpreta il ruolo di Kenny Powers, un ex giocatore di baseball professionista, che dopo una carriera di alti e bassi nei campionati più importanti è costretto a tornare nella sua città natale a Shelby, Carolina del Nord, per lavorare come insegnante di educazione fisica in una scuola media.
Tra i produttori esecutivi figurano Will Ferrell e Adam McKay, che hanno prodotto la serie attraverso la loro Gary Sanchez Productions.

## Trama
L'ex lanciatore Kenny Powers avrebbe potuto diventare una stella del baseball, se non fosse stato per i suoi atteggiamenti autodistruttivi. In disgrazia e senza un soldo, Kenny Powers è costretto a tornare nella sua città natale e lavorare come insegnante di educazione fisica. Nonostante la nuova vita e il nuovo lavoro, Powers cerca in tutti i modi di riacquistare la fama perduta.

## Episodi
| Stagione         | Episodi | Prima TV originale | Prima TV Italia |
| ---------------- | ------- | ------------------ | --------------- |
| Prima stagione   | 6       | 2009               | inedita         |
| Seconda stagione | 7       | 2010               | inedita         |
| Terza stagione   | 8       | 2012               | inedita         |
| Quarta stagione  | 8       | 2013               | inedita         |

## Personaggi ed interpreti

### Principali
- Kenny Powers (stagioni 1-4), interpretato da Danny McBride
- Steven Bernard "Stevie" Janowski (stagioni 1-4), interpretato da Steve Little
- April Buchanon (stagioni 1, 4, ricorrente 2-3), interpretata da Katy Mixon
- Dustin Powers (stagione 1, ricorrente 2-4), interpretato da John Hawkes
- Cassie Powers (stagione 1, ricorrente 2-4), interpretata da Jennifer Irwin
- Terrence Cutler (stagione 1, ricorrente 2-3), interpretato da Andrew Daly
- Maria Janowski (stagioni 2-4), interpretata da Elizabeth De Razzo
- Vida (stagione 2), interpretata da Ana de la Reguera
- Sebastian Cisneros (stagione 2), interpretato da Michael Peña
- Roger Hernandez (stagione 2), interpretato da Marco Rodríguez
- Catuey (stagione 2), interpretato da Efren Ramirez

### Ricorrenti
- Pat Anderson (stagioni 1-2), interpretato da Adam Scott
- Clegg (stagioni 1-2), interpretato da Ben Best
- Ashley Schaeffer (stagioni 1, 3), interpretato da Will Ferrell
- Reg Mackworthy (stagioni 1-3), interpretato da Craig Robinson
- Wayne Powers (stagioni 1-3), interpretato da Bo Mitchell
- Eduardo Sanchez Powers (stagioni 2-3), interpretato da Don Johnson
- Roy McDaniel (stagioni 2-3), interpretato da Matthew McConaughey
- Casper (stagioni 2-3), interpretato da Erick Chavarria
- Jamie Laing (stagioni 2-4), interpretato da Jerry Minor
- Tracy (stagioni 1-2), interpretata da Sylvia Jefferies
- Aaron (stagione 2), interpretato da Deep Roy
- Hector (stagione 2), interpretato da Joaquin Cosío
- Shane Gerald/Cole Gerald (stagione 3), interpretato da Jason Sudeikis
- Ivan Dochenko (stagione 3), interpretato da Ike Barinholtz
- Tammy Powers (stagione 3), interpretata da Lily Tomlin
- Dustin Powers Jr. (stagione 3), interpretato da Alexander Ethan McGee
- Guy Young (stagione 4), interpretato da Ken Marino
- Gene (stagione 4), interpretato da Tim Heidecker
- Dixie (stagione 4), interpretata da Jillian Bell
- Jed Forney (stagione 4), interpretato da Jon Reep
- Dontel Benjamin (stagione 4), interpretato da Omar J. Dorsey